# Frank Norbert Beyer
Frank Norbert Beyer (* 21. Juli 1939 in Berlin) ist ein deutscher Gebrauchsgrafiker und Cartoonist.

## Leben und Werk
Beyer absolvierte in Berlin eine Lehre als Offsetdrucker und arbeitete in seinem Beruf. Bis 1966 studierte er an der Fachschule für Werbung und Gestaltung Berlin-Schöneweide (FSWG) Gebrauchsgrafik. Danach war er bis 1979 Chefgestalter der Zeitung Volksarmee  und von 1979 bis 1985 des Satiremagazins Eulenspiegel. Von 1973 bis 1980 war er Gastdozent an der FSWG. Beyer lebt als freiberuflicher Grafik- und Kommunikationsdesigner und Cartoonist mit seiner Ehefrau Margitta in Berlin-Köpenick. Er hat drei Kinder. 1991 gehörte er zu den Mitbegründern der Cartoonfabrik Köpenick, eines gemeinnützigen Vereins professioneller Cartoonisten und satirischer Journalisten.

## Publikationen mit Cartoons Beyers
- Cartoons für Beamte. Lappan Verlag, 1993; ISBN 3-89082-484-6 (mit weiteren Cartoonisten)
- Margitta Beyer und Frank-Norbert Beyer: Spo(r)tt ist Mord. 50 Cartoonisten fighten gnadenlos mit. Sportverlag, Berlin, 1997
- Cartoons für Lehrer. Lappan Verlag, 2002; ISBN 3-8303-4020-6 (mit weiteren Cartoonisten)
- Bernd A. Scott (Hrsg.): Deutschkunde. Karikaturen gegen rechte Gewalt. fiftyfifty-Edition, Düsseldorf, 2002; ISBN 3-9807400-3-X (mit weiteren Cartoonisten)

## Ausstellungen (unvollständig)

### Einzelausstellungen
- 1996: Berlin, Rathausgalerie Köpenick (Cartoons)
- 1999: Jugendbibliothek Peterstr. 1[1] („Strichweise heiter“; mit Rainer Ehrt, Gerhard Glück und Rainer Schwalme)

### Teilnahme an Gruppenausstellungen
- 1982: Berlin, Bezirkskunstausstellung
- 1982/1983: Dresden, IX. Kunstausstellung der DDR
- 1988: Berlin, Ausstellungszentrum am Fernsehturm („America latina. Lateinamerika in der bildenden Kunst der DDR“)
- 1990: Berlin, Ausstellungszentrum am Fernsehturm (Karigrafie '90. „Zähne zusammenbeißen und lachen.“)